# سون هيون-جو
سون هيون-جو هو ممثل كوري جنوبي ولد في 24 يونيو 1965. قام ببطولة العديد من المسلسلات التلفزيونية والأفلام، مثل الحب الاول (1996)، لأكون معك (2002)، حياتي الوردية (2005)، بازا (2008)، أبنائي المثاليون جدًا (2009)، بالتأكيد الجيران (2010)، المطارد (2012)، سرا إلى حد كبير (2013)، إمبراطورية الذهب (2013) المحقق المثالي (2020).
أبرز أعماله مسلسل المطارد (2012)، وفيلم الغميضة (2013)، وكلاهما حققى نجاحًا غير متوقع ولقائى استحسانا كبيرا. في عام 2017، فاز سون بجائزة أفضل ممثل في مهرجان موسكو السينمائي الدولي التاسع والثلاثين عن دوره في فيلم الشخص العادي.

## روابط خارجية
سون هيون-جو على موقع IMDb (الإنجليزية)
- سون هيون-جو على موقع قاعدة بيانات الفيلم (الإنجليزية)